# Fernão Mendes de Bragança I
D. Fernando ou Fernão Mendes de Bragança, "o Velho" (c. 1030 – c. Agosto de 1117), 2.º senhor de Bragança, chamado por alguns genealogistas Fernando ou Fernão Mendes de Antas, foi um Rico-homem e fidalgo português, e suposto antepassado da familia de Antas.

## Biografia
Filho de D. Mendo Alão, 1.º senhor de Bragança, etc, e de uma princesa arménia da família Arzerúnio, que poderá ter sido filha de Senequerim-João Arzerúnio, último rei de Vaspuracânia, e de sua mulher Cususa Bagratúnio, sucedeu a seu pai no senhorio de Bragança, e mais terras, que eram muitas na província de Trás-os-Montes, entre Bragança e Miranda.
Num documento de 25 de Agosto de 1072 é referido como «princeps ipsus terre» de Chaves. A 1 de Março de 1112 confirma um documento do conde D. Henrique. Em 1113 era governador de Vila Lobos. Em Agosto de 1117, ano em que terá falecido, era governador de Toro e Zamora. Em 1055 terá libertado dos mouros as terras da nascente do rio Távora, que terá tomado de presúria. Terá refundado Bragançãos (depois Bragança), sobre a antiga Brigantia romana. Documenta-se como governador de Chaves por D. Afonso VI de Castela, com cuja filha (certamente uma bastarda) parece que casou, segundo o Livro Velho de Linhagens de conde D. Pedro. 

## Descendência
1. Mem Fernandes de Bragança casado com Sancha Viegas de Baião filha de Egas Gosendes de Baião e de Unisco Viegas.
2. Afonso Fernandes Alão